# Hummer Point
Der Hummer Point ist eine Landspitze an der Walgreen-Küste des westantarktischen Marie-Byrd-Lands. Sie bildet das Ostkap der Gurnon-Halbinsel, des östlichen Teils der Bear-Halbinsel. Südlich von ihr mündet der Bunner-Gletscher in die Amundsen-See.
Der United States Geological Survey kartierte die Landspitze anhand eigener Vermessungen und Luftaufnahmen der United States Navy aus den Jahren von 1959 bis 1966. Das Advisory Committee on Antarctic Names benannte sie 1977 nach dem US-amerikanischen Arzt Michael G. Hummer von der Oklahoma Medical Research Foundation, der im antarktischen Winter 1975 biomedizinische und physiologische Untersuchungen auf der Amundsen-Scott-Südpolstation durchgeführt hatte.